# Carex indica
Carex indica är en halvgräsart som beskrevs av Carl von Linné. Carex indica ingår i släktet starrar, och familjen halvgräs.

## Underarter
Arten delas in i följande underarter:
- C. i. indica
- C. i. microcarpa